# Valientes y Justos Combatientes Voluntarios del Nordeste
El ejército de Valientes y Justos Combatientes Voluntarios del Nordeste fue dirigido por Wang Fengge, un oficial del Ejército Nordeste de China que participó en la Sociedad de las Grandes Espadas. Después de la invasión japonesa del noreste de China en 1931, formó una fuerza antijaponesa al unirse con otros ciudadanos en las áreas de Linjiang y Ji'an a finales de 1931. En marzo de 1932, anunció el establecimiento de su ejército: los Valientes y Justos Combatientes Voluntarios del Nordeste.